# Maksim Stojanac
Maksim Stojanac, född 29 december 1997 i Antwerpen, är en belgisk skådespelare, sångare och tv-värd.

## Biografi
Stojanac föddes i Antwerpen, hans far är serbisk och hans mamma är rysk. Han studerade företagsledning vid Karel de Grote Hogeschool. 
Han började sin skådespelarkarriär i den musikaliska dramaserien #LikeMe
, där han spelade rollen som Vince Dubois, han var en fotbollsspelare med löften om Sint-Job. Stojanac kommer också att vara programledare för The Voice Kids Belgien 2022 tillsammans med An Lemmens. Sedan den 6 maj 2022 har han släppt sitt eget album Maksim.
Stojanac deltog i den andra säsongen av BV Darts på VTM 2022, som han också vann genom att slå Hans Van Alphen i finalen.

## Filmografi
| År    | Titel                  | Roll         | Noter          |
| ----- | ---------------------- | ------------ | -------------- |
| 2019- | #LikeMe                | Vince Dubois | Huvudroll      |
| 2020  | #LikeMe Winterspecial  | Vince Dubois | Huvudroll      |
| 2021  | Surprise #LikeMe       | Vince Dubois | Huvudroll      |
| 2021  | Lisa                   | Milan        | Stödjande roll |
| 2022  | The Voice Kids Belgien | Han själv    |                |

## Diskografi

### EP
- Maksim (2022)

### Singlar
- Vechten voor je (2021)
- Alleen met mij (2022)
- Zonder mij (2022)